# Verwaltungsgemeinschaft Geldersheim
Die Verwaltungsgemeinschaft Geldersheim im unterfränkischen Landkreis Schweinfurt wurde im Zuge der Gemeindegebietsreform am 1. Mai 1978 gegründet und zum 1. Januar 1980 bereits wieder aufgelöst.
Der Verwaltungsgemeinschaft hatten die Gemeinden Geldersheim und Euerbach angehört.